# Norrhult, Uppvidinge kommun
Norrhult är en del av tätorten Norrhult-Klavreström i Uppvidinge kommun i Kronobergs län. Före 1975 utgjorde orten en egen tätort. 
Härifrån kom det svenska dansbandet Thorleifs. I september 2012 meddelades att bandet fått en gata uppkallad efter sig, "Thorleifs gata".
Norrhult är en gammal industriort, och har fortfarande några industrier varav ett gjuteri. I Norrhult finns en ICA-affär, en pizzeria, en bilverkstad (dock mer mot Nottebäck), ett café, frisör, pump för bensin och diesel, en skola för låg- och mellanstadium, samt ett mindre äldreboende, många flyttas idag till älghult. På skolan finns ett bibliotek.
I Norrhult finns idrottsföreningen Norrhults BK som bland annat spelat sex säsonger i herrarnas tredje högsta division i fotboll.

## Bildgalleri

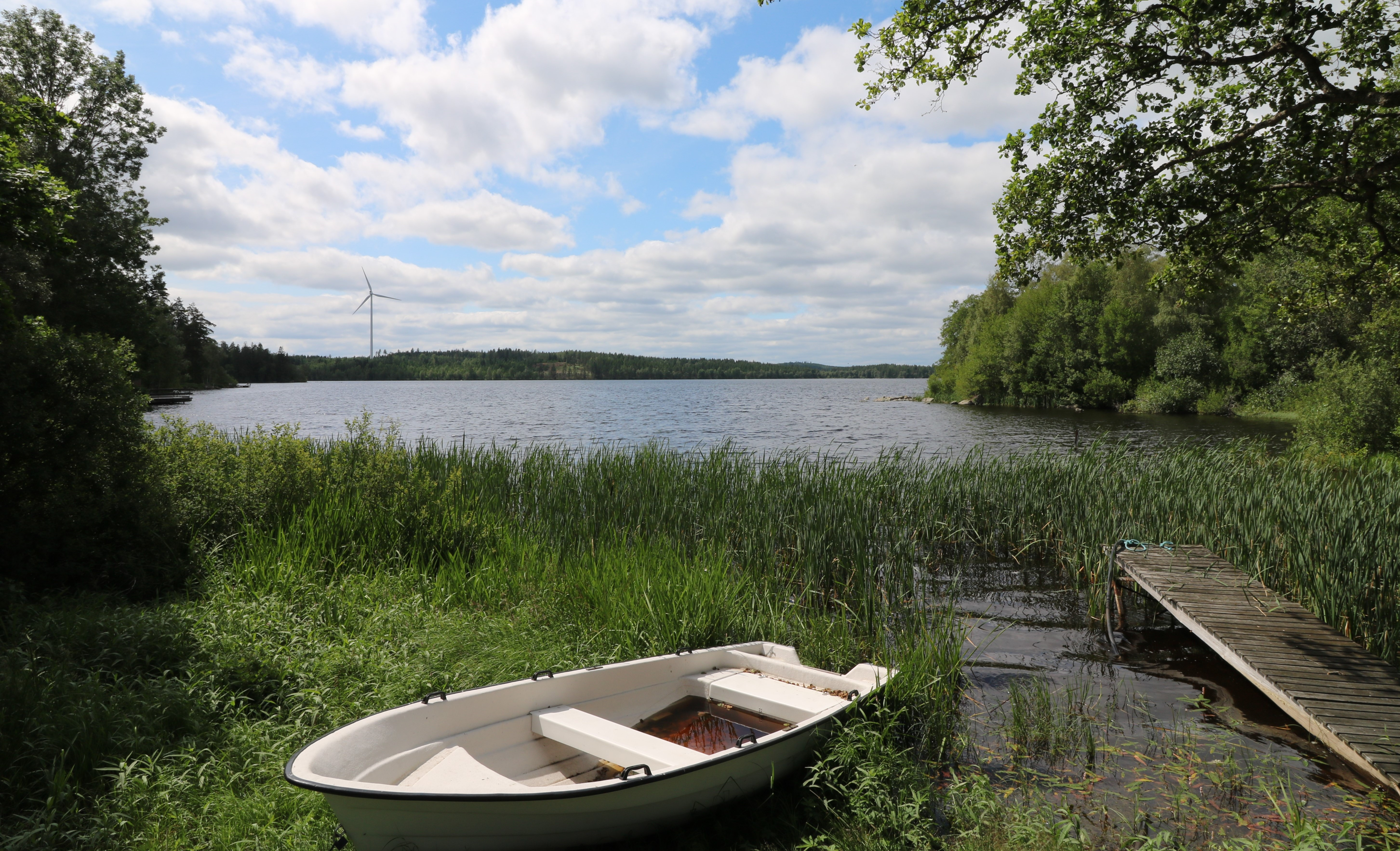
Norrsjön
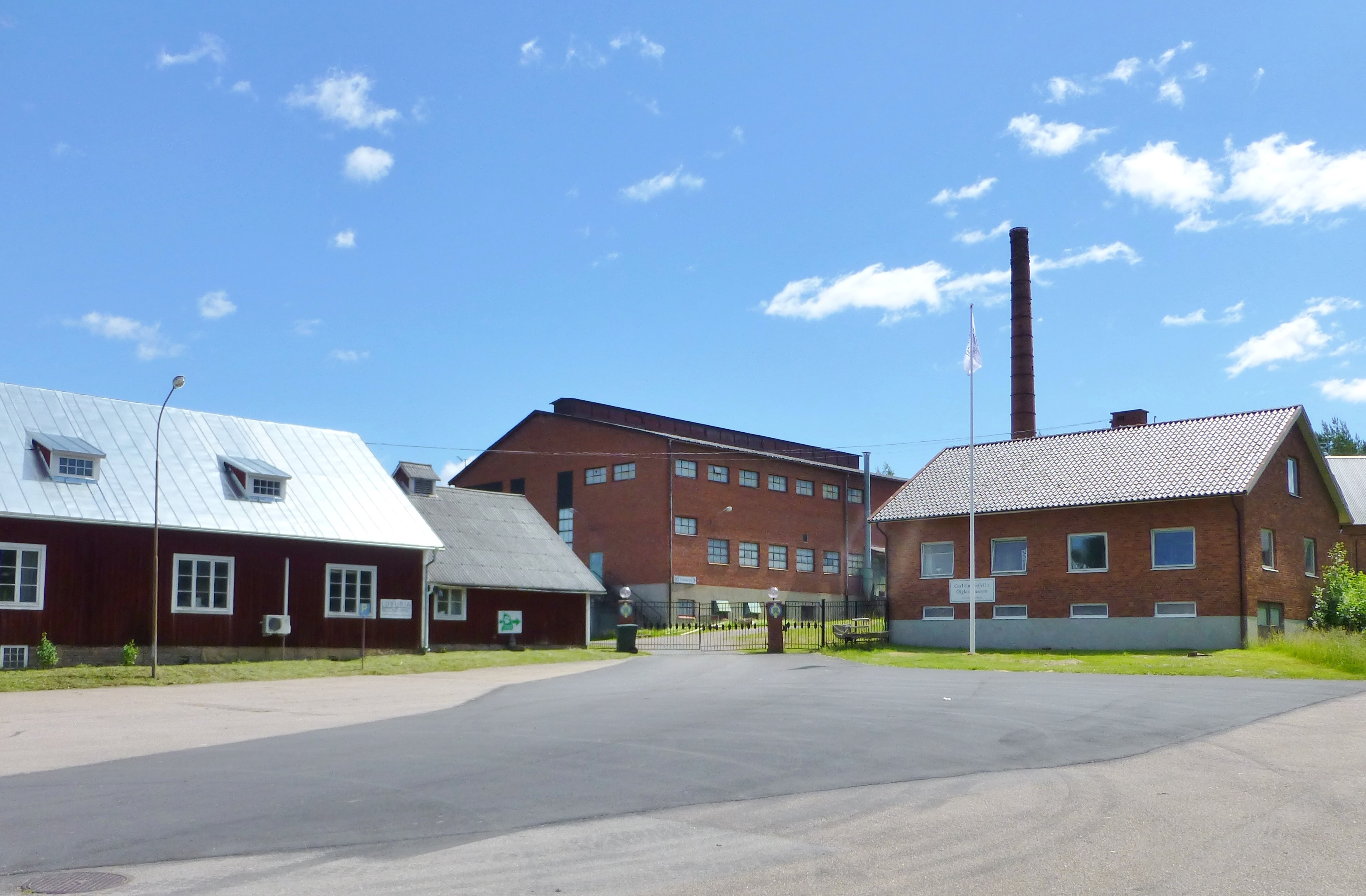
Rosdala glasbruk
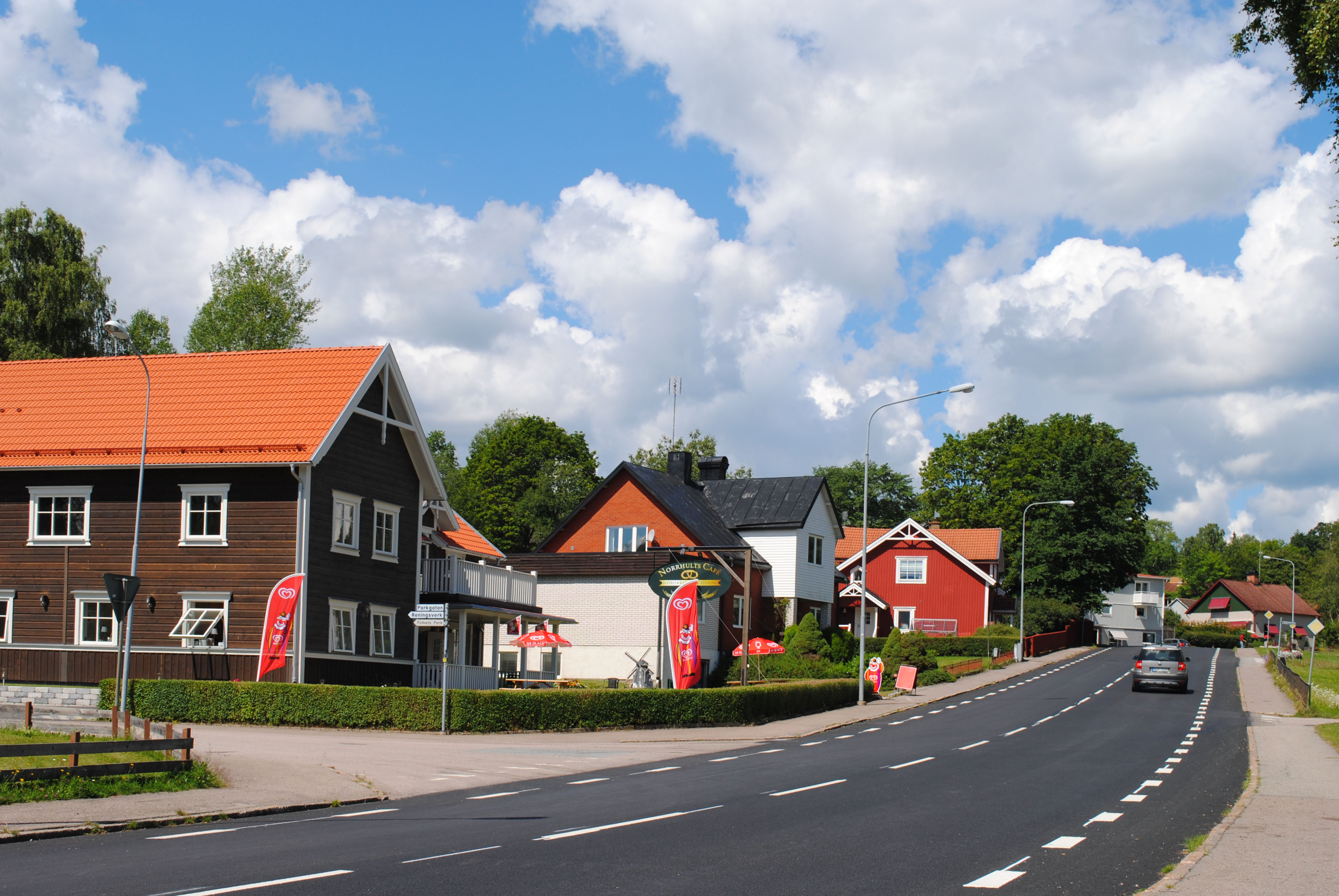
Norrhults cafe
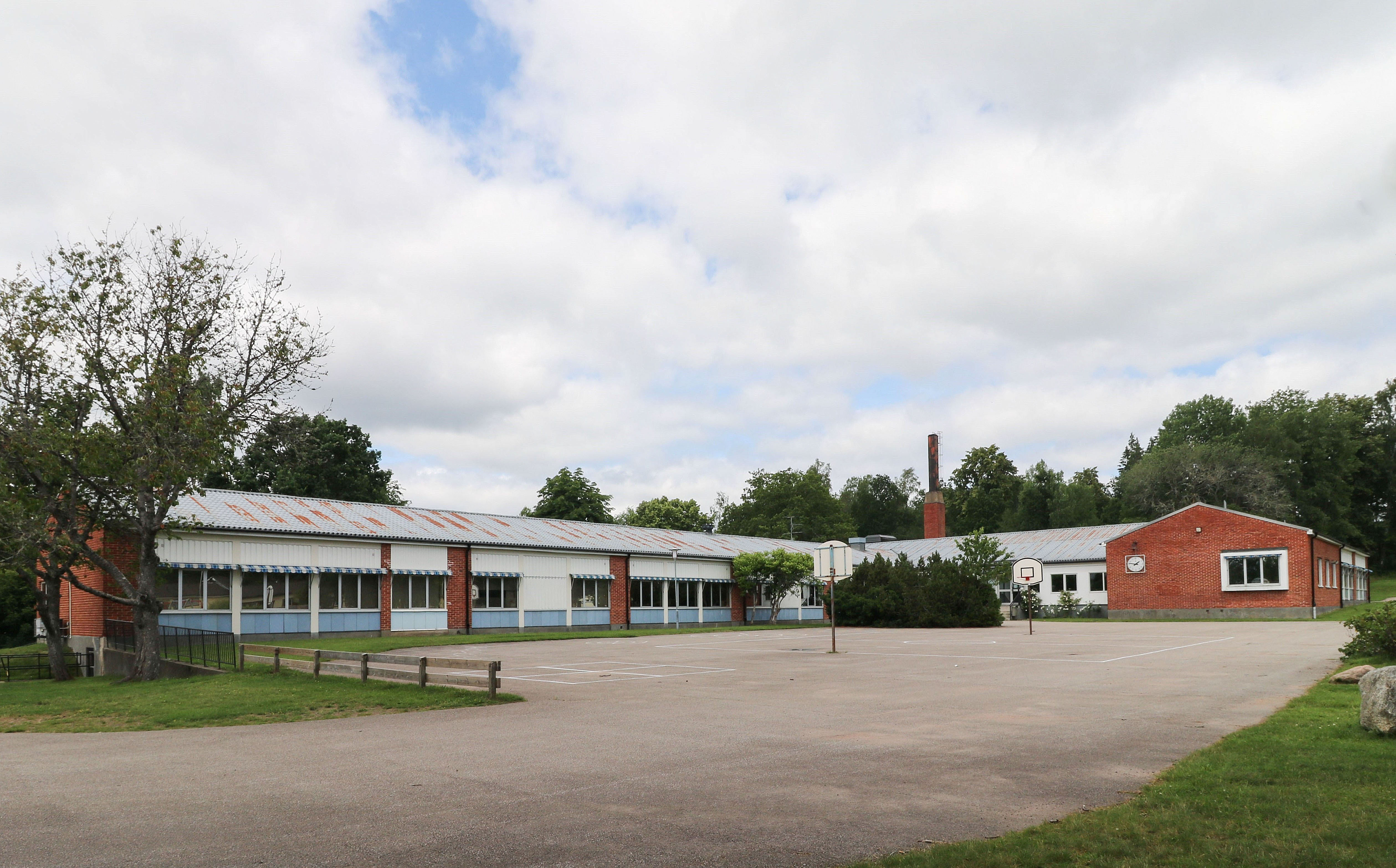
Nottebäckskolan

## Fotnoter
1. ↑  ”Dansbandet Thorleifs fick gata i Norrhult”. Expressen. 10 september 2012. http://www.expressen.se/noje/dansbandet-thorleifs-fick-gata-i-norrhult/. Läst 17 november 2012.